# Prva hrvatska košarkaška liga 2006-2007
La Prva hrvatska košarkaška liga 2006-2007 è stata la 16ª edizione del massimo campionato croato di pallacanestro maschile. La vittoria finale è stata ad appannaggio del Cibona Zagabria.

## Risultati

### Stagione regolare

#### Prima fase
|    | Squadra         | G  | V  | P  | PF   | PS   | Diff | Pt. | Qualificazione |
| -- | --------------- | -- | -- | -- | ---- | ---- | ---- | --- | -------------- |
| 1. | Cedevita        | 16 | 14 | 2  | 1452 | 1245 | +207 | 30  | poule scudetto |
| 2. | Brod            | 16 | 12 | 4  | 1378 | 1217 | +161 | 28  | poule scudetto |
| 3. | Borik Puntamika | 16 | 11 | 5  | 1256 | 1235 | +21  | 27  | poule scudetto |
| 4. | Kvarner Rijeka  | 16 | 9  | 7  | 1361 | 1285 | +76  | 25  | poule scudetto |
| 5. | Dubrovnik       | 16 | 7  | 9  | 1302 | 1345 | -43  | 23  |                |
| 6. | Osječki sokol   | 16 | 7  | 9  | 1377 | 1448 | -71  | 23  |                |
| 7. | Alkar           | 16 | 7  | 9  | 1163 | 1253 | -90  | 23  |                |
| 8. | Šibenka         | 16 | 4  | 12 | 1306 | 1343 | -37  | 20  |                |
| 9. | Dubrava         | 16 | 1  | 15 | 1219 | 1443 | -224 | 17  |                |

#### Seconda fase
|    | Squadra         | G  | V  | P  | PF   | PS   | Diff. | Pt. | Qualificazione |
| -- | --------------- | -- | -- | -- | ---- | ---- | ----- | --- | -------------- |
| 1. | Cibona Zagabria | 14 | 12 | 2  | 1317 | 1093 | +224  | 26  | playoff        |
| 2. | Zara            | 14 | 12 | 2  | 1294 | 1144 | +150  | 26  | playoff        |
| 3. | KK Zagabria     | 14 | 9  | 5  | 1237 | 1157 | +80   | 23  | playoff        |
| 4. | Spalato         | 14 | 8  | 6  | 1238 | 1207 | +31   | 23  | playoff        |
| 5. | Cedevita        | 14 | 7  | 7  | 1198 | 1195 | +3    | 21  |                |
| 6. | Borik Puntamika | 14 | 4  | 10 | 1067 | 1213 | -146  | 18  |                |
| 7. | Kvarner Rijeka  | 14 | 2  | 12 | 1140 | 1295 | -155  | 16  |                |
| 8. | Brod            | 14 | 2  | 12 | 1154 | 1341 | -187  | 16  |                |

#### Poule retrocessione
Girone retrocessione
|    | Squadra       | G  | V  | P  | PF   | PS   | PF/PS | Pt. | Qualificazione          |
| -- | ------------- | -- | -- | -- | ---- | ---- | ----- | --- | ----------------------- |
| 1. | Alkar         | 16 | 11 | 5  | 1293 | 1274 | +19   | 27  |                         |
| 2. | Šibenka       | 16 | 9  | 7  | 1473 | 1405 | +68   | 25  |                         |
| 3. | Osječki sokol | 16 | 9  | 7  | 1431 | 1414 | +17   | 25  |                         |
| 4. | Dubrovnik     | 16 | 8  | 8  | 1396 | 1371 | +25   | 24  |                         |
| 5. | Dubrava       | 16 | 3  | 13 | 1295 | 1424 | -129  | 19  | spareggio retrocessione |

Girone promozione
|    | Squadra           | G  | V | P | PF  | PS  | PF/PS | Pt. | Qualificazione      |
| -- | ----------------- | -- | - | - | --- | --- | ----- | --- | ------------------- |
| 1. | Dubrava           | 10 | 8 | 2 | 850 | 753 | +97   | 18  | promosse in A1 Liga |
| 2. | Zabok             | 10 | 7 | 3 | 817 | 741 | +76   | 17  | promosse in A1 Liga |
| 3. | Međimurje Čakovec | 10 | 5 | 5 | 763 | 721 | +42   | 15  |                     |
| 4. | Crikvenica        | 10 | 5 | 5 | 814 | 814 | 0     | 15  |                     |
| 5. | Mislav Podstrana  | 10 | 3 | 7 | 736 | 815 | -79   | 13  |                     |
| 6. | Vr. Osijek Darda  | 10 | 2 | 8 | 729 | 865 | -136  | 12  |                     |

### Playoff
|  | Semifinali | Semifinali      | Semifinali |      |    | Finale          | Finale | Finale |  |
|  |            |                 |            |      |    |                 |        |        |  |
|  | 1.         | Cibona Zagabria | 2          |      |    |                 |        |        |  |
|  | 1.         | Cibona Zagabria | 2          |      |    |                 |        |        |  |
|  | 4.         | Spalato         | 1          |      |    |                 |        |        |  |
|  | 4.         | Spalato         | 1          |      | 1. | Cibona Zagabria | 3      |        |  |
|  |            |                 |            |      | 1. | Cibona Zagabria | 3      |        |  |
|  |            |                 | 2.         | Zara | 2  |                 |        |        |  |
|  | 2.         | Zara            | 2.         | Zara | 2  | 2               |        |        |  |
|  | 2.         | Zara            |            |      |    |                 |        |        |  |
|  | 3.         | KK Zagabria     | 0          |      |    |                 |        |        |  |

| Prva hrvatska košarkaška liga 2006-2007 |
| --------------------------------------- |
| Cibona Zagabria 14º titolo              |

## Squadra vincitrice
| N° | Naz.                            | Ruolo | Sportivo          |  | Alt. |  |
| -- | ------------------------------- | ----- | ----------------- |  | ---- |  |
| 00 | Stati Uniti (bandiera)          | AC    | Brent Wright      |  | 203  |  |
| 4  | Panama (bandiera)               | GA    | Chris Warren      |  | 196  |  |
| 5  | Croazia (bandiera)              | G     | Davor Kus         |  | 191  |  |
| 7  | Bosnia ed Erzegovina (bandiera) | AG    | Bariša Krasić     |  | 203  |  |
| 8  | Croazia (bandiera)              | C     | Lukša Andrić      |  | 208  |  |
| 10 | Croazia (bandiera)              | P     | Vedran Morović    |  | 183  |  |
| 14 | Ungheria (bandiera)             | AC    | Márton Báder      |  | 212  |  |
| 16 | Croazia (bandiera)              | AG    | Jurica Žuža       |  | 206  |  |
| 19 | Croazia (bandiera)              | P     | Ivan Tomas        |  | 193  |  |
| 20 | Croazia (bandiera)              | A     | Marin Rozić       |  | 201  |  |
| 21 | Croazia (bandiera)              | G     | Marijan Mance     |  | 197  |  |
| 24 | Croazia (bandiera)              | G     | Goran Vrbanc      |  | 193  |  |
| 44 | Stati Uniti (bandiera)          | P     | Andrew Wisniewski |  | 191  |  |
|    | Croazia (bandiera)              | All.  | Dražen Anzulović  |  |      |  |